# گورستان بیجارگه موسی کلایه
گورستان بیجارگه موسی کلایه در شهرستان املش، بخش رانکوه، روستای موسی کلایه واقع شده و این اثر در تاریخ ۲ آبان ۱۳۸۲ با شمارهٔ ثبت ۱۰۶۳۶ به‌عنوان یکی از آثار ملی ایران به ثبت رسیده است.